# Longeville-lès-Saint-Avold
Longeville-lès-Saint-Avold (fràncic lorenès Lubeln) és un municipi francès situat al departament del Mosel·la i a la regió del Gran Est. L'any 2007 tenia 3.760 habitants.

## Demografia

### Població
El 2007 la població de fet de Longeville-lès-Saint-Avold era de 3.760 persones. Hi havia 1.554 famílies, de les quals 412 eren unipersonals (176 homes vivint sols i 236 dones vivint soles), 509 parelles sense fills, 513 parelles amb fills i 120 famílies monoparentals amb fills.
La població ha evolucionat segons el següent gràfic:
Habitants censats

### Habitatges
El 2007 hi havia 1.695 habitatges, 1.575 eren l'habitatge principal de la família, 9 eren segones residències i 112 estaven desocupats. 1.238 eren cases i 453 eren apartaments. Dels 1.575 habitatges principals, 1.066 estaven ocupats pels seus propietaris, 373 estaven llogats i ocupats pels llogaters i 136 estaven cedits a títol gratuït; 9 tenien una cambra, 67 en tenien dues, 226 en tenien tres, 400 en tenien quatre i 872 en tenien cinc o més. 1.292 habitatges disposaven pel capbaix d'una plaça de pàrquing. A 670 habitatges hi havia un automòbil i a 745 n'hi havia dos o més.

### Piràmide de població
La piràmide de població per edats i sexe el 2009 era:
| Homes | Edats   | Dones |
| ----- | ------- | ----- |
| 0     | 95 o +  | 4     |
| 0     | 90 a 94 | 8     |
| 0     | 85 a 89 | 24    |
| 8     | 80 a 84 | 36    |
| 28    | 75 a 79 | 76    |
| 56    | 70 a 74 | 84    |
| 80    | 65 a 69 | 108   |
| 64    | 60 a 64 | 76    |
| 128   | 55 a 59 | 96    |
| 140   | 50 a 54 | 152   |
| 148   | 45 a 49 | 148   |
| 160   | 40 a 44 | 132   |
| 152   | 35 a 39 | 112   |
| 148   | 30 a 34 | 164   |
| 176   | 25 a 29 | 180   |
| 88    | 20 a 24 | 40    |
| 100   | 15 a 19 | 96    |
| 132   | 10 a 14 | 132   |
| 96    | 5 a 9   | 108   |
| 116   | 0 a 4   | 104   |

## Economia
El 2007 la població en edat de treballar era de 2.509 persones, 1.801 eren actives i 708 eren inactives. De les 1.801 persones actives 1.624 estaven ocupades (914 homes i 710 dones) i 177 estaven aturades (71 homes i 106 dones). De les 708 persones inactives 268 estaven jubilades, 194 estaven estudiant i 246 estaven classificades com a «altres inactius».

### Ingressos
El 2009 a Longeville-lès-Saint-Avold hi havia 1.568 unitats fiscals que integraven 3.776 persones, la mediana anual d'ingressos fiscals per persona era de 18.830 €.

### Activitats econòmiques
Dels 192 establiments que hi havia el 2007, 5 eren d'empreses extractives, 2 d'empreses alimentàries, 2 d'empreses de fabricació de material elèctric, 12 d'empreses de fabricació d'altres productes industrials, 19 d'empreses de construcció, 58 d'empreses de comerç i reparació d'automòbils, 13 d'empreses de transport, 17 d'empreses d'hostatgeria i restauració, 2 d'empreses d'informació i comunicació, 4 d'empreses financeres, 13 d'empreses immobiliàries, 11 d'empreses de serveis, 21 d'entitats de l'administració pública i 13 d'empreses classificades com a «altres activitats de serveis».
Dels 49 establiments de servei als particulars que hi havia el 2009, 1 era una oficina de correu, 2 oficines bancàries, 8 tallers de reparació d'automòbils i de material agrícola, 1 taller d'inspecció tècnica de vehicles, 1 establiment de lloguer de cotxes, 8 paletes, 3 guixaires pintors, 4 fusteries, 2 lampisteries, 5 perruqueries, 9 restaurants, 1 agència immobiliària, 2 tintoreries i 2 salons de bellesa.
Dels 26 establiments comercials que hi havia el 2009, 1 era, 2 supermercats, 2 fleques, 1 una fleca, 1 una peixateria, 6 botigues de roba, 3 sabateries, 1 una botiga d'electrodomèstics, 3 botigues de material esportiu, 2 drogueries, 1 un drogueria, 1 una perfumeria i 2 floristeries.
L'any 2000 a Longeville-lès-Saint-Avold hi havia 18 explotacions agrícoles que ocupaven un total de 462 hectàrees.

## Equipaments sanitaris i escolars
El 2009 hi havia 1 hospital de tractaments de mitja durada (seguiment i rehabilitació), 2 centres de salut, 1 farmàcia i 1 ambulància.
El 2009 hi havia 2 escoles maternals i 1 escola elemental. Longeville-lès-Saint-Avold disposava d'un col·legi d'educació secundària amb 314 alumnes.

## Poblacions més properes
El següent diagrama mostra les poblacions més properes.